# M2 Bradley
M2 Bradley hay Bradley IFV, là một loại xe chiến đấu bộ binh của Mỹ, một thành viên trong dòng xe chiến đấu Bradley. Nó được chế tạo bởi BAE Systems Land & Armaments (trước đây là United Defense).
Xe chiến đấu Bradley được thiết kế với vai trò trinh sát hoặc xe chở nhóm bộ binh cơ giới, cung cấp cho họ khả năng bảo vệ trước các vũ khí cỡ nòng nhỏ, trong khi cũng có khả năng bắn chế áp mục tiêu và vô hiệu hóa phần lớn các mối đe dọa với nhóm bộ binh đi kèm. Nó được thiết kế để có khả năng cơ động cao và đủ nhanh để theo kịp xe bọc thép hạng nặng trong quá trình tiến công. M2 chở được ba người: một chỉ huy, một xạ thủ và một tài xế, và có thể chở sáu người lính được trang bị đầy đủ.
Năm 2000, tổng chi phí của chương trình là 5.664.100.000 đô la Mỹ cho 1.602 đơn vị, đưa ra chi phí đơn vị trung bình là 3.166.000 đô la, tương đương với 4.122.000 đô la vào năm 2022.

## Thiết kế
Xe chiến đấu bộ binh Bradley được phát triển để đối phó với loại xe chiến đấu bộ binh lưỡng cư BMP-1 đang được quân đội Liên Xô trang bị, với vai trò xe chở quân và Pháo tự hành chống tăng. Việc thiết kế được bắt đầu từ năm 1963, và xe được đưa vào sản xuất hàng loạt vào năm 1981. Một yêu cầu thiết kế cụ thể là xe phải nhanh như xe tăng chiến đấu chủ lực M1 Abrams mới để chúng có thể duy trì đội hình trong khi di chuyển, điều mà xe bọc thép chở quân M113 trước đây, được thiết kế để tác chiến cùng với xe tăng M60 Patton, không thể làm được.

### Vũ khí

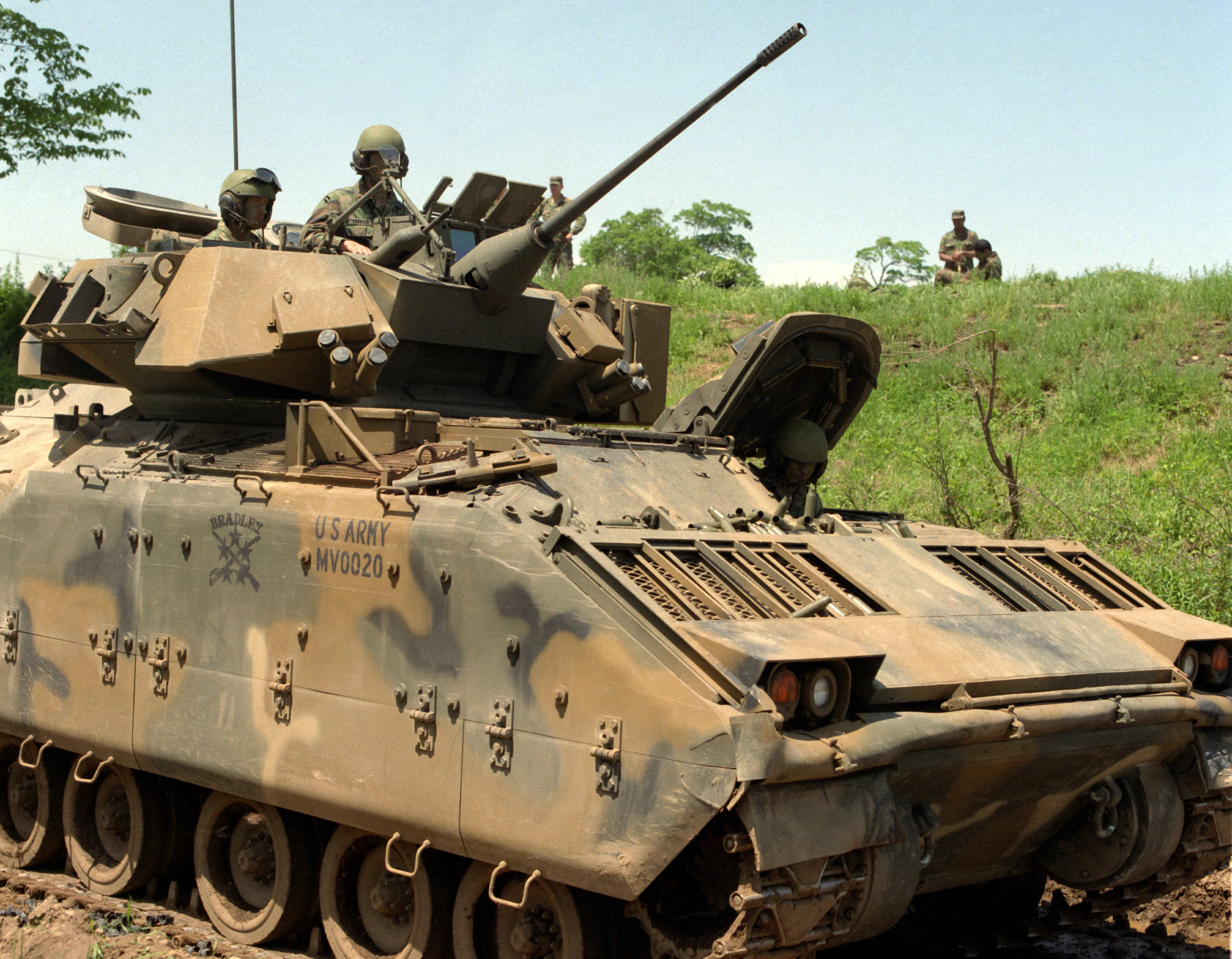
Các phiên bản đầu của M2 Bradley có khả năng nâng cao pháo chính để tấn công mục tiêu trên cao.

Xe chiến đấu Bradley được trang bị Pháo tự động M242 cỡ nòng 25 mm làm vũ khí chính. M242 có một nòng với cơ chế nạp đạn kép tích hợp và lựa chọn nạp đạn từ xa. Xe chiến đấu Bradley có khả năng mang theo 300 viên đạn pháo sẵn sàng trong hai hộp tiếp đạn, một hộp chứa 70 viên đạn – thường là đạn loại AP, hộp còn lại chứa 230 viên đạn – thường là đạn loại HE, với 600 viên đạn dự trữ. Hai hộp đạn luôn sẵn sàng cho phép pháo thủ bắn cả hai loại đạn, gồm đạn xuyên giáp M791 APDS-T (Armor-Piercing Discarding Sabot), và đạn nổ mạnh (vạch đường) M792 HEI-T (High Explosive Incendiary). Pháo 25 mm là vũ khí chính sử dụng trong việc dọn dẹp các boong ke và tấn công xe bọc thép hạng nhẹ.
Pháo tự động 25 mm không được coi là vũ khí để chống lại xe tăng nhưng đã có trường hợp pháo thủ dùng pháo 25 mm để chống lại các xe tăng đời cũ. Theo như đánh giá của chuyên gia, dựa trên hoạt động chiến đấu tại Chiến tranh vùng Vịnh, pháo 25 mm có khả năng tấn công xe tăng ở các vị trí hiểm yếu ở tầm gần.

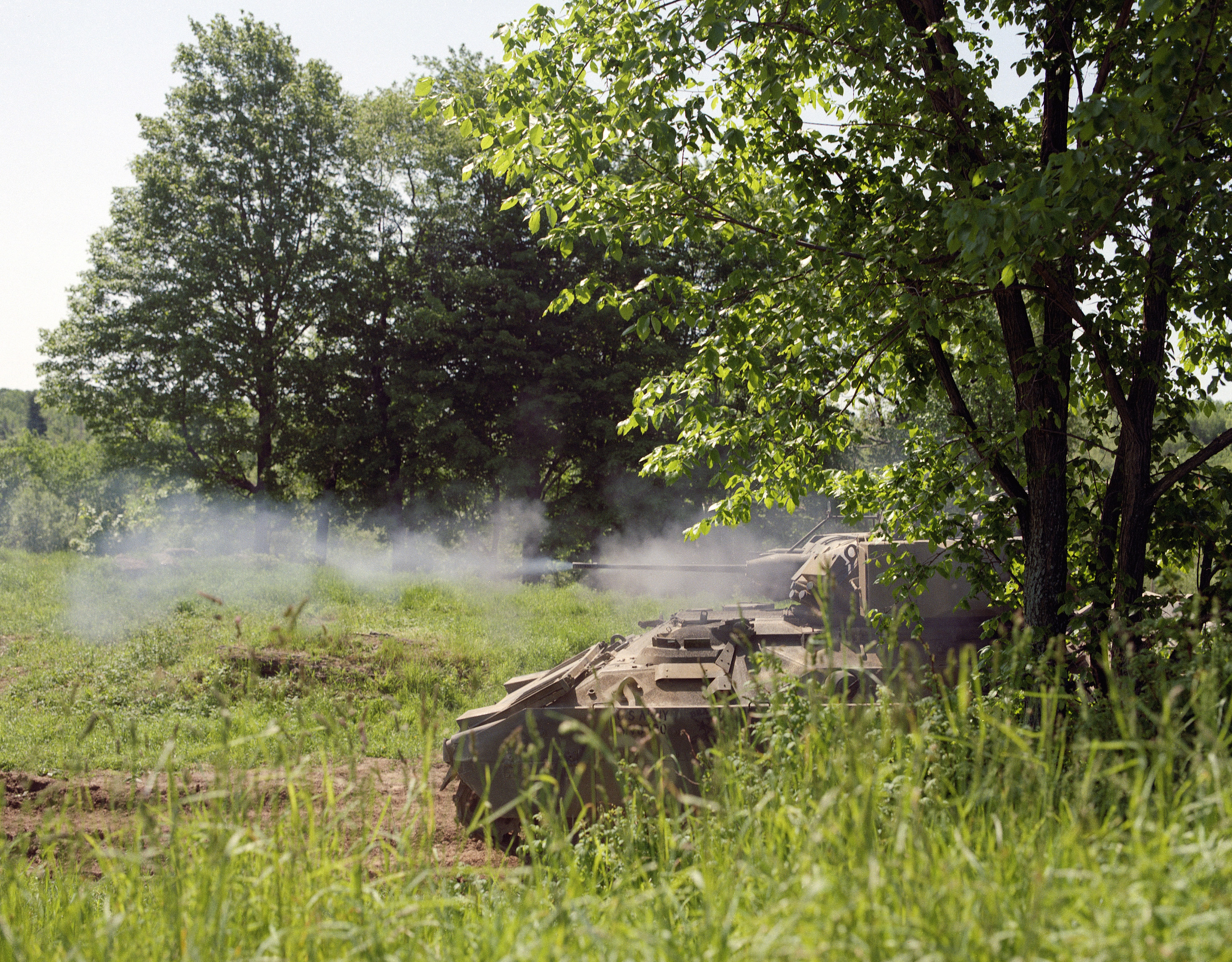
Khai hỏa pháo chính 25 mm

Các phát triển đạn dược tiếp theo đã tạo ra đạn xuyên giáp có vạch đường M919 APFSDS-T (T là Tracer-vạch đường), chứa đầu đạn xuyên giáp uranium nghèo. Đạn xuyên giáp M919 đã được sử dụng trong chiến đấu trong cuộc xâm lược Iraq năm 2003.
M2 Bradley được trang bị một súng máy M240C gắn đồng trục với pháo chính M242, với 2.200 viên đạn 7,62 mm. Để tấn công các mục tiêu xe tăng hạng nặng, chẳng hạn như xe tăng, Bradley sẽ sử dụng tên lửa chống tăng TOW. Từ phiên bản M2A1 Bradley đã được trang bị tên lửa TOW II. Xe M2 Bradley có các cổng bắn cho một số Vũ khí cá nhân của bộ binh đi kèm.

### Bảo vệ
Lớp giáp cơ bản của M2 bao gồm lớp vỏ nhôm dày 1 inch (25,4 mm) (hỗn hợp hợp kim số 5083 và số 7039), thân xe có độ dốc lớn ở phía trước và chủ yếu là thẳng đứng ở hai bên và phía sau.  Phía dưới phía trước thân xe có thêm một tấm thép ghép dày 0,375 inch (9,5 mm), chủ yếu dùng để bảo vệ chống lại mìn. Cả hai bên của xe đều có thêm 0,5 inch (12,7 mm) lớp giáp thép có độ cứng cao bao gồm hai tấm giáp ghép dày 1/4 inch cách nhau 1 inch, tấm đầu tiên cách lớp vỏ nhôm 3,5 inch. Không giống như thân xe, tháp pháo chỉ được bọc thép. Phiên bản Bradley M2A1 có lớp giáp giống hệt nhưng bổ sung thêm một bộ lọc hạt khí để bảo vệ trước chiến tranh sinh hóa. Lớp giáp này có khả năng bảo vệ chống lại đạn xuyên giáp 14,5x114mm.
Bản nâng cấp M2A2 bổ sung thêm giáp. Thêm giáp thép applique vào phía trước xe. Các tấm thép 1,25 inch (32 mm) được thêm vào hai bên thân xe, thay thế cho lớp giáp applique trước đó, cũng như ở phía trước và hai bên tháp pháo. Lớp giáp mới che phủ các lỗ bắn của bộ binh ở hai bên hông xe. Lớp giáp nhiều lớp cách đều được thêm vào phía sau thân xe và lớp lót chống mảnh vỡ bằng kevlar được thêm vào các khu vực quan trọng. Các tùy chọn lắp đặt giáp ERA cũng được bổ sung. Những nâng cấp về giáp này đã tăng thêm khoảng 3 tấn trọng lượng của xe.

## Lịch sử

### Lịch sử sản xuất

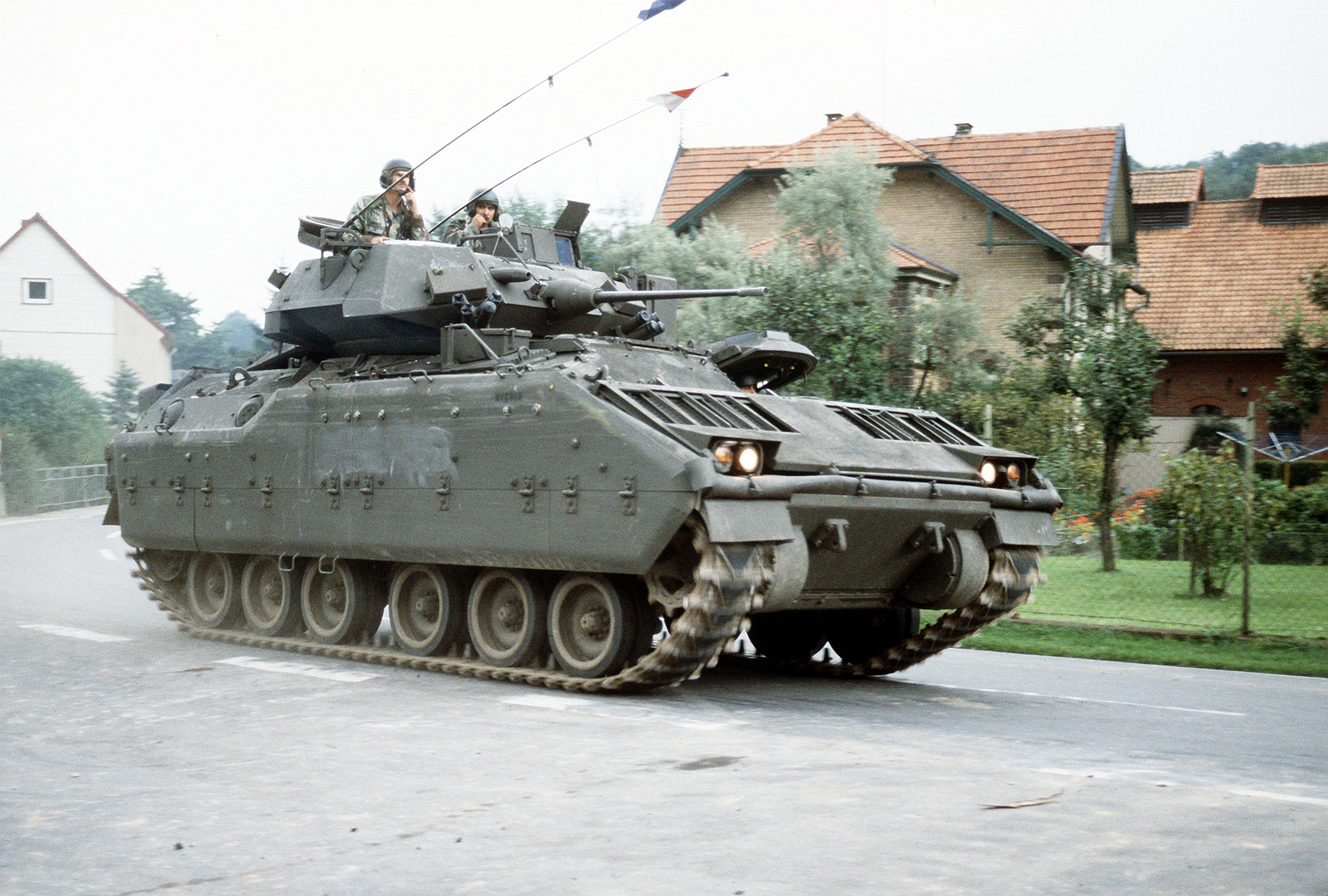
M2 Bradley của Lục quân Hoa Kỳ triển khai tại Đức, 1985.

Xe thiết giáp chiến đấu chở quân M2 được đặt theo tên Tướng Mỹ trong Thế chiến 2 Omar Bradley, chở theo 3 thành viên tổ lái và 6 lính bộ binh.
xe này được đưa vào sử dụng trong Lục quân Hoa Kỳ vào năm 1981 và đã có 4.641 xe thuộc phiên bản M2 đã được sản xuất tính đến năm 2000.
Ả Rập Xê Út đã bày tỏ sự quan tâm đến việc mua lại Bradley vào năm 1989 và trang bị loại xe này vào năm 1990. Việc sản xuất Bradley kết thúc vào năm 1995. Tổng cộng có 6.785 chiếc Bradley M2/M3 được sản xuất, bao gồm 400 chiếc cho Ả Rập Xê Út.

### Tham chiến

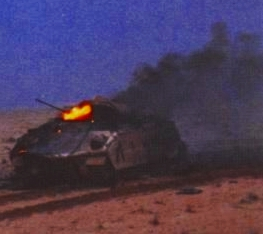
Một xe chiến đấu Bradley bị bắt cháy trong trận Battle of 73 Easting, tháng 2 năm 1991.

Trong chiến tranh vùng Vịnh 1990–1991, M2 Bradleys đã tiêu diệt nhiều xe bọc thép của Iraq hơn là xe tăng chủ lực M1 Abrams. Hai mươi xe đã mất trong chiến đấu, 17 chiếc trong số đó là do đồng đội bắn nhầm. Ngoài ra có 12 xe bị hỏng. Để tránh việc bị bắn nhầm, xe Bradley được gắn thêm các tấm nhận dạng hồng ngoại cùng với các chỉ thị khác.
Trong Chiến tranh Iraq từ năm 2003, Bradley tỏ ra khá dễ bị tổn thương trước các cuộc tấn công bằng thiết bị nổ tự chế (IED) và súng phóng lựu chống tăng (RPG), nhưng thương vong không đáng kể. Tính đến đầu năm 2006, tổng số thiệt hại trong chiến đấu của Bradley là từ 55 đến 100 xe; đến khi kết thúc cuộc chiến, đã có khoảng 150 xe Bradley bị tiêu diệt.
Phiên bản M2A3 bắt đầu được biên chế thay thế cho M3 Bradley trong các đơn vị trinh sát cơ giới của quân đội Mỹ từ năm 2014, do việc mang theo nhiều đạn dược hơn ở biến thể M3 đã khiến chúng chỉ có thể chở được 3 lính trinh sát. Vào năm 2016, một cuộc tái tổ chức các cấu trúc và thành phần đơn vị trinh sát đã thay thế phần lớn các xe Humvee trong các đơn vị trinh sát bằng M2A3.

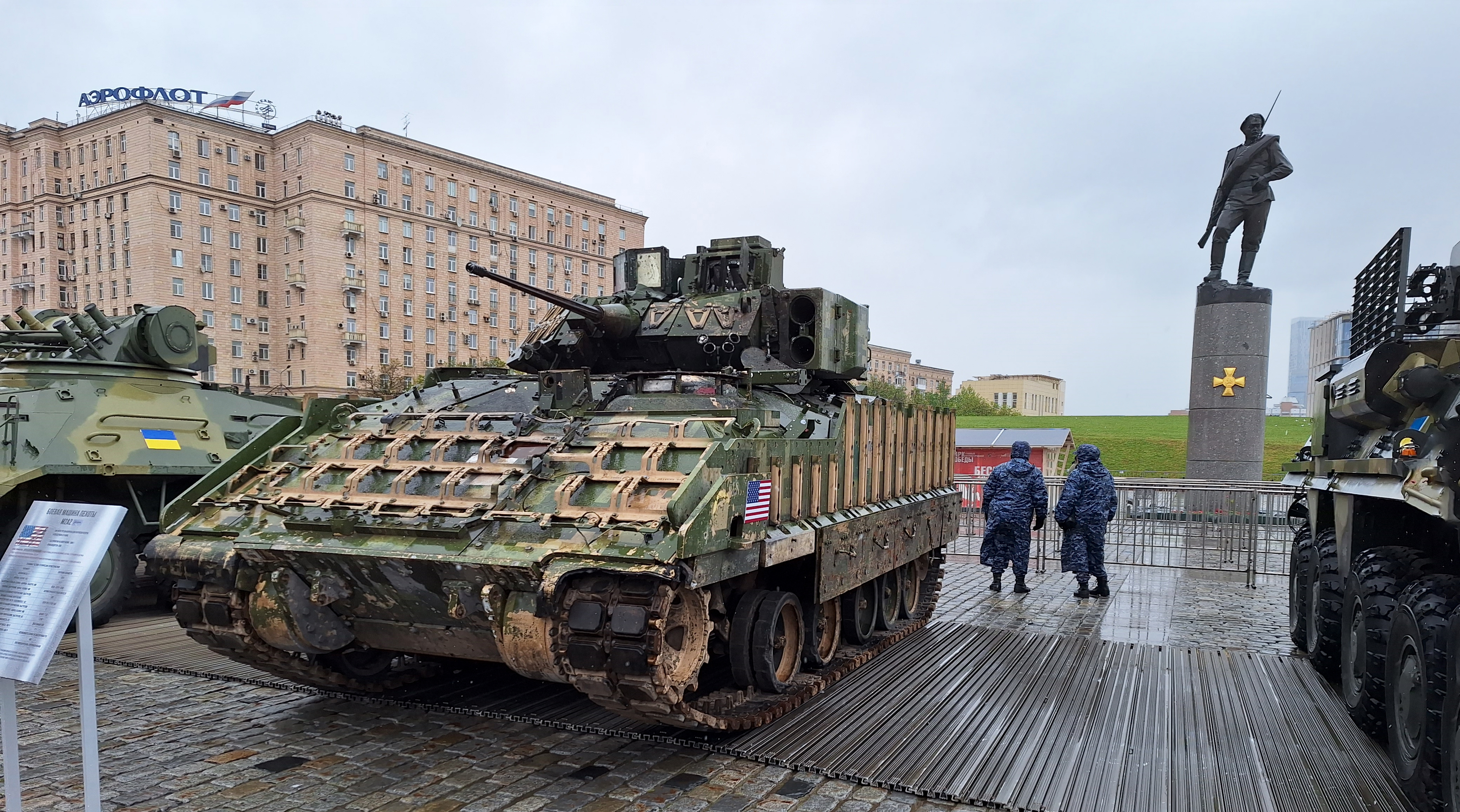
Một xe chiến đấu Bradley bị Nga bắt giữ, được trưng bày tại Moskva.

### Thay thế

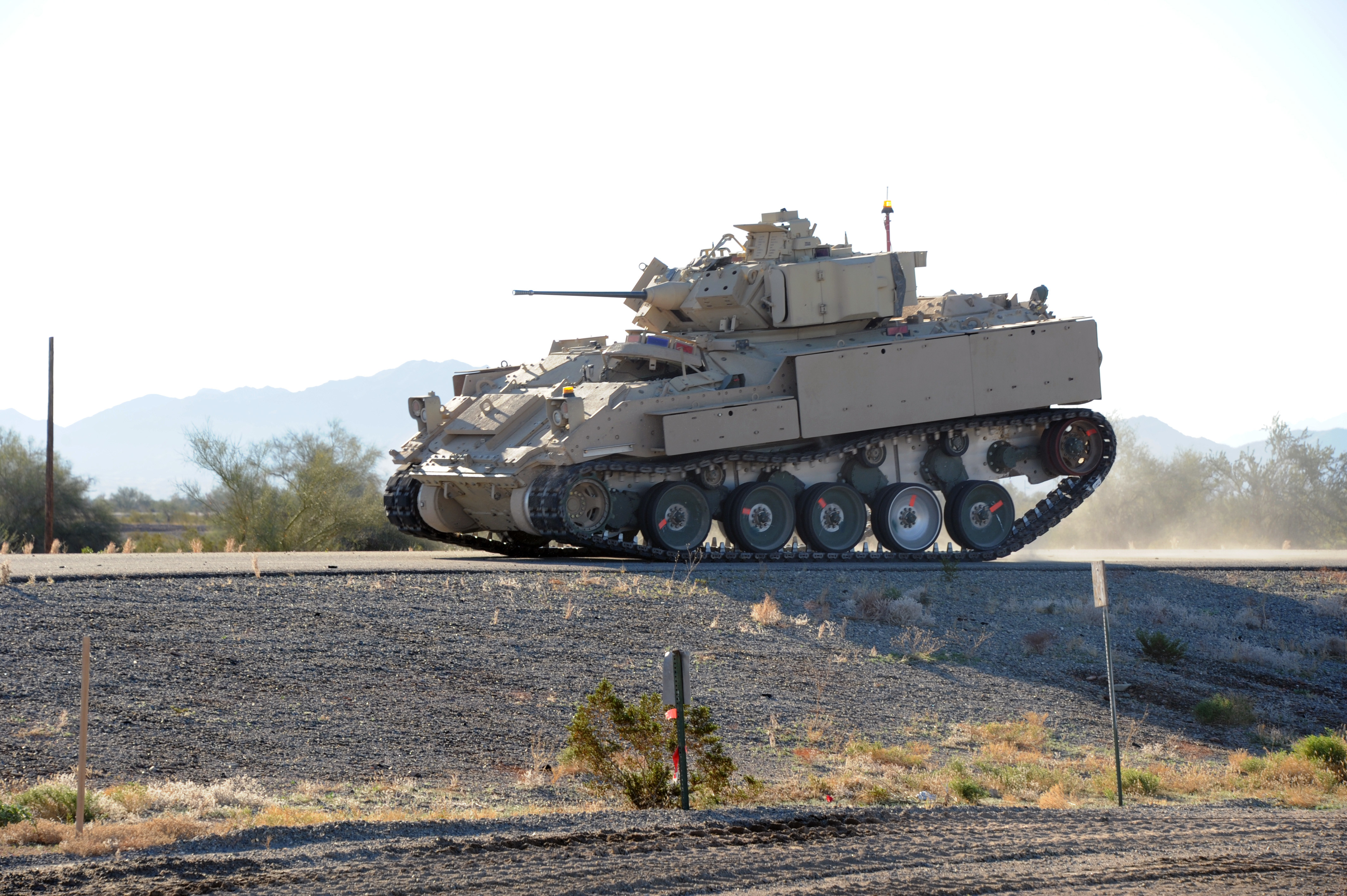
Thử nghiệm của Lục quân Mỹ với việc trang bị cho Bradley bộ truyền động Advanced Running Gear nhằm phát triển OMFV

American Rheinmetall Vehicles và General Dynamics Land Systems được lựa chọn để tiến hành chương trình chế tạo xe chiến đấu bộ binh thế hệ mới của Hoa Kỳ, với phương án lựa chọn sẽ được đưa ra vào năm 2027 và XM30 Mechanized Infantry Combat Vehicle được dự kiến sẽ được triển khai vào năm 2029.

## Các phiên bản

### M2

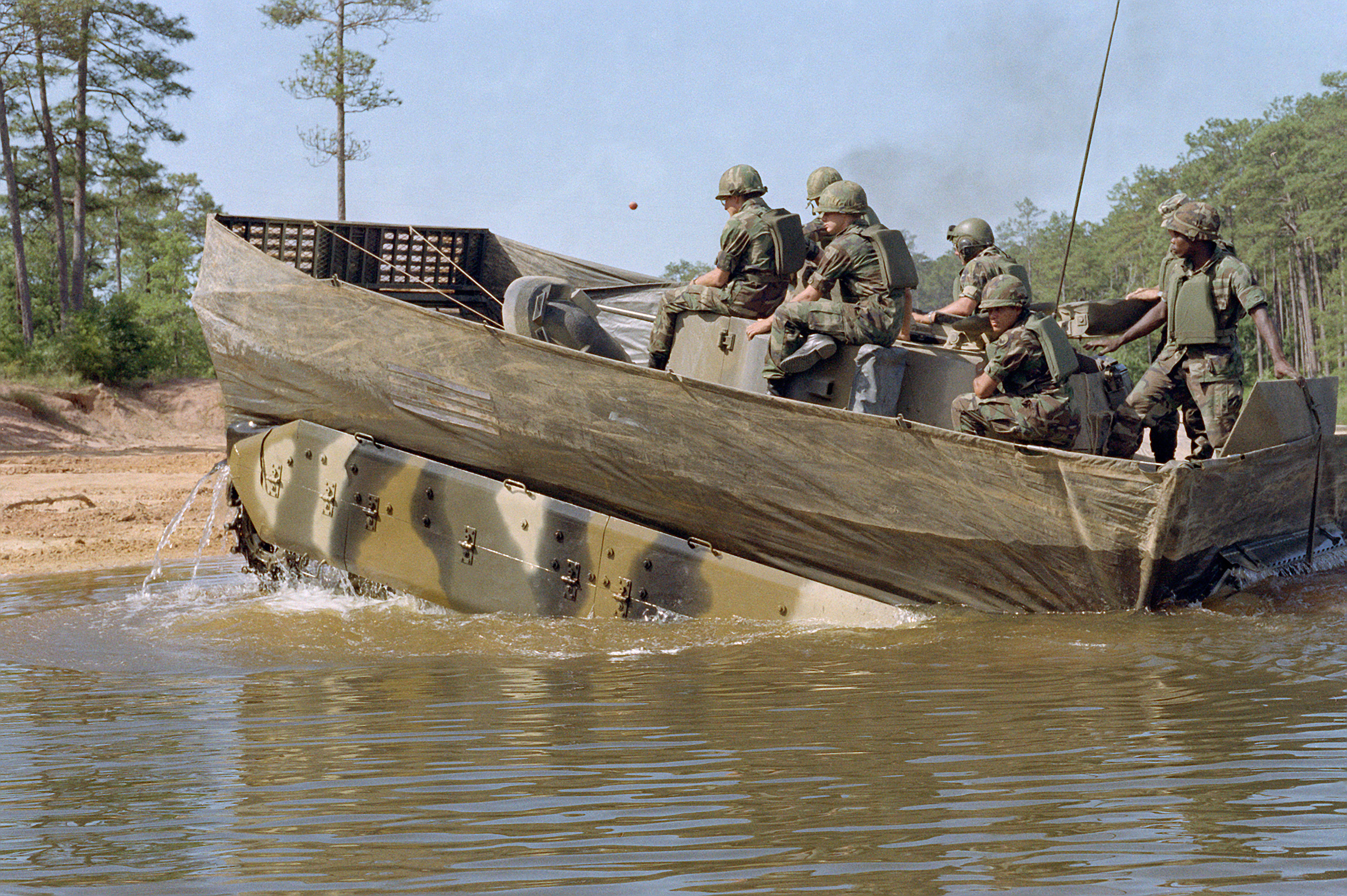
Một xe chiến đấu M2 Bradley đang vượt sông, Fort Benning, tháng 6 năm 1983

M2 là phiên bản cơ sở, với khả năng chở 10 lính bộ binh, được triển khai lần đầu vào năm 1981. Phiên bản M2 có thể được nhận diện với việc nó trang bị hệ thống tên lửa chống tăng TOW, giáp nhôm và động cơ VT903 500 mã lực (370 kW) của hãng Cummins, cùng hệ thống truyền động HMPT-500. Phiên bản cơ sở được tích hợp pháo chính M242 25 mm và hệ thống quan sát ảnh nhiệt. M2 là một mẫu xe có khả năng lội nước và được vận chuyển theo đường hàng không bằng các máy bay như C-141 Starlifter và C-5 Galaxy. Tất cả các xe phiên bản M2 đều được cải tiến lên tiêu chuẩn chung. Giáp của M2 có khả năng bảo vệ 360 độ xung quanh xe trước hỏa lực xuyên giáp 14,5 mm.

### M2A1
Phiên bản này được giới thiệu vào năm 1986, được trang bị tên lửa chống tăng TOW II, hệ thống lọc không khí chống tác nhân sinh hóa, và hệ thống chữa cháy trong xe. Năm 1992, các xe phiên bản cũ M2A1 được sản xuất theo tiêu chuẩn cải tiến mới.

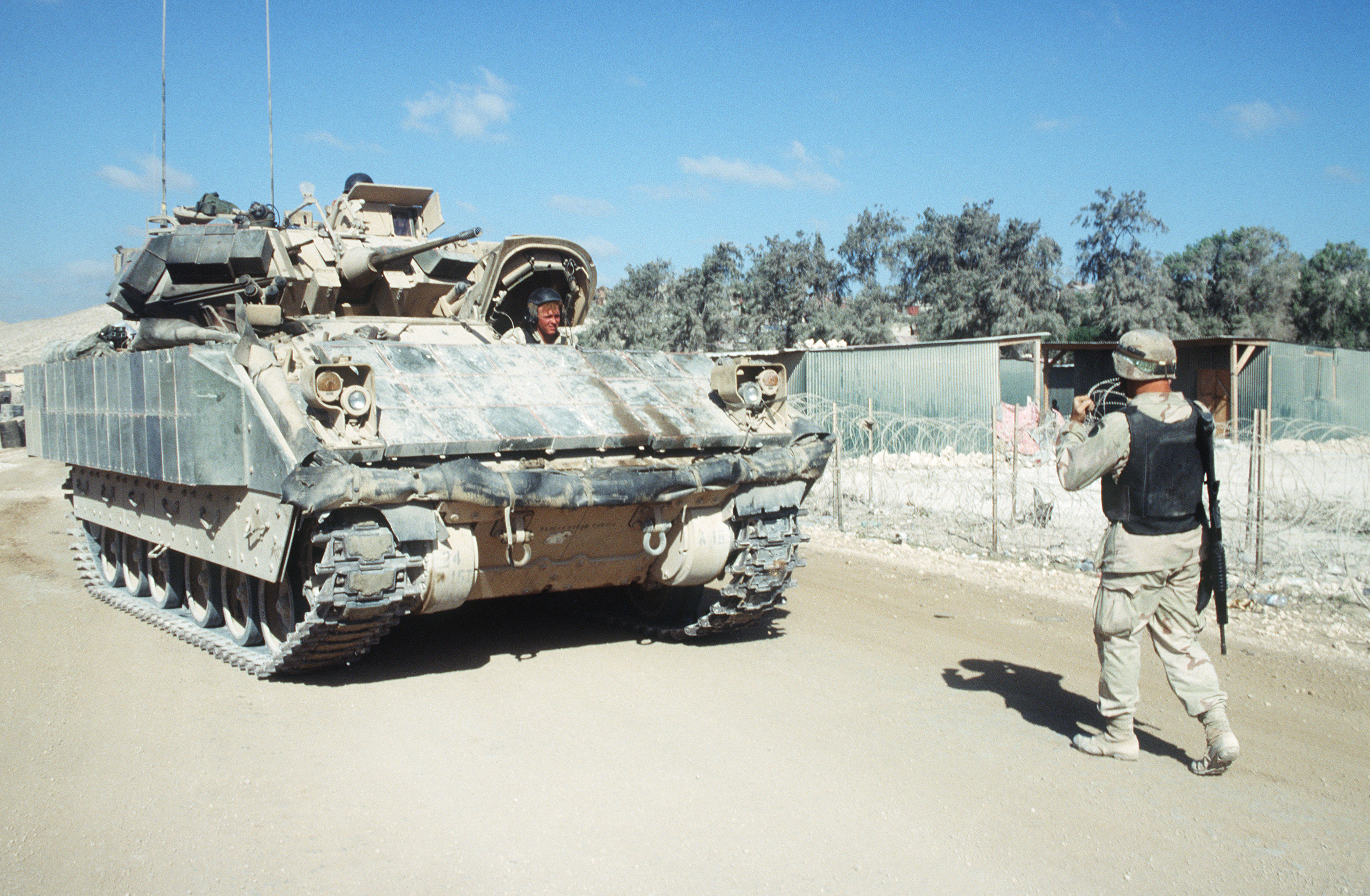
Một chiếc Bradley M2A2 được trang bị giáp phản ứng nổ được triển khai tại Somalia, 1994.

### M2A2
Được giới thiệu vào năm 1988, phiên bản M2A2 nhận được động cơ mới có công suất 600 mã lực (447 kW) cùng hệ thống truyền động HMPT-500-3. Giáp xe cũng được cải tiến, với khả năng gắn thêm giáp phảm ứng nổ. Cải tiến về giáp giúp xe Bradley có khả năng chống lại đạn APDS 300 mm và đạn chống tăng RPG.
Một tấm chắn hình bán nguyệt được gắn vào phía sau tháp pháo để tăng thêm không gian chứa đồ, cũng như đóng vai trò như tấm giáp giãn cách. Lớp lót chống mảnh vỡ Kevlar được bổ sung vào các khu vực quan trọng. Số lượng quân chở được giảm xuống còn sáu, loại bỏ vị trí kính tiềm vọng phía sau người lái. Sau khi thử nghiệm bắn đạn thật, cách sắp xếp vị trí chỗ ngồi và khay đạn dược đã được thiết kế lại. Các cải tiến về giáp đã làm tổng trọng lượng của xe tăng lên 30,519 kg (67,282 lb (0,030037 tấn Anh; 0,033641 tấn Mỹ)). Xe thiết giáp chở quân M2A2 có thể được vận chuyển bằng C-17 Globemaster III. M2A2 hiện đã được nâng cấp lên phiên bản M2A2 ODS hoặc M2A3 tiêu chuẩn.

#### M2A2 ODS/ODS-E
Những cải tiến trong "Chiến dịch Bão táp Sa mạc" dựa trên những bài học kinh nghiệm rút ra trong Chiến tranh vùng Vịnh lần thứ nhất năm 1991. Những cải tiến chính bao gồm máy đo khoảng cách laser an toàn cho mắt (ELRF), hệ thống dẫn đường chiến thuật (TACNAV) kết hợp Bộ thu GPS nhẹ chính xác (PLGR) và Hệ thống la bàn kỹ thuật số (DCS), thiết bị đối phó tên lửa được thiết kế để chống lại tên lửa dẫn đường bằng dây thế hệ đầu tiên và Hệ thống thông tin chỉ huy chiến trường.
Khoang chứa đồ bên trong được cải thiện hơn nữa và một hệ thống hình ảnh nhiệt được bổ sung cho người lái xe. Đội bộ binh đi kèm được tăng lên bảy người, sáu người ngồi đối diện nhau trên hai băng ghế 3 người trong khoang hành khách, với người thứ bảy ngồi ở vị trí phía sau tháp pháo. Hệ thống sưởi nóng MRE ('Meal, Ready-to-Eat') được bổ sung để hỗ trợ việc chuẩn bị thức ăn. Với việc loại bỏ tên lửa Dragon, xe có tùy chọn mang theo tên lửa chống tăng FGM-148 Javelin.

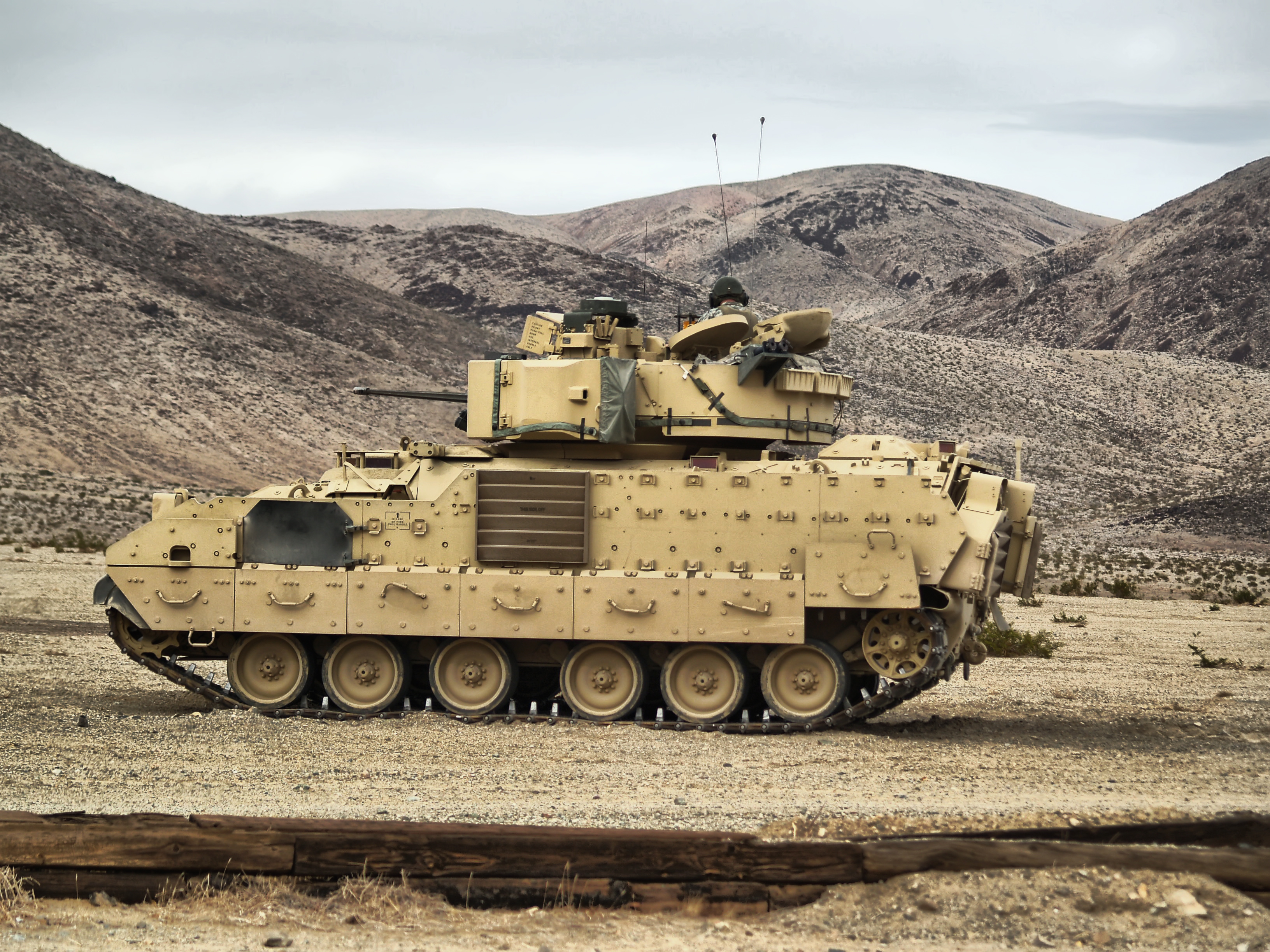
Một xe thiết giáp Bradley của Mỹ tại Trung tâm huấn luyện quốc gia, Fort Irwin.

### M2A3

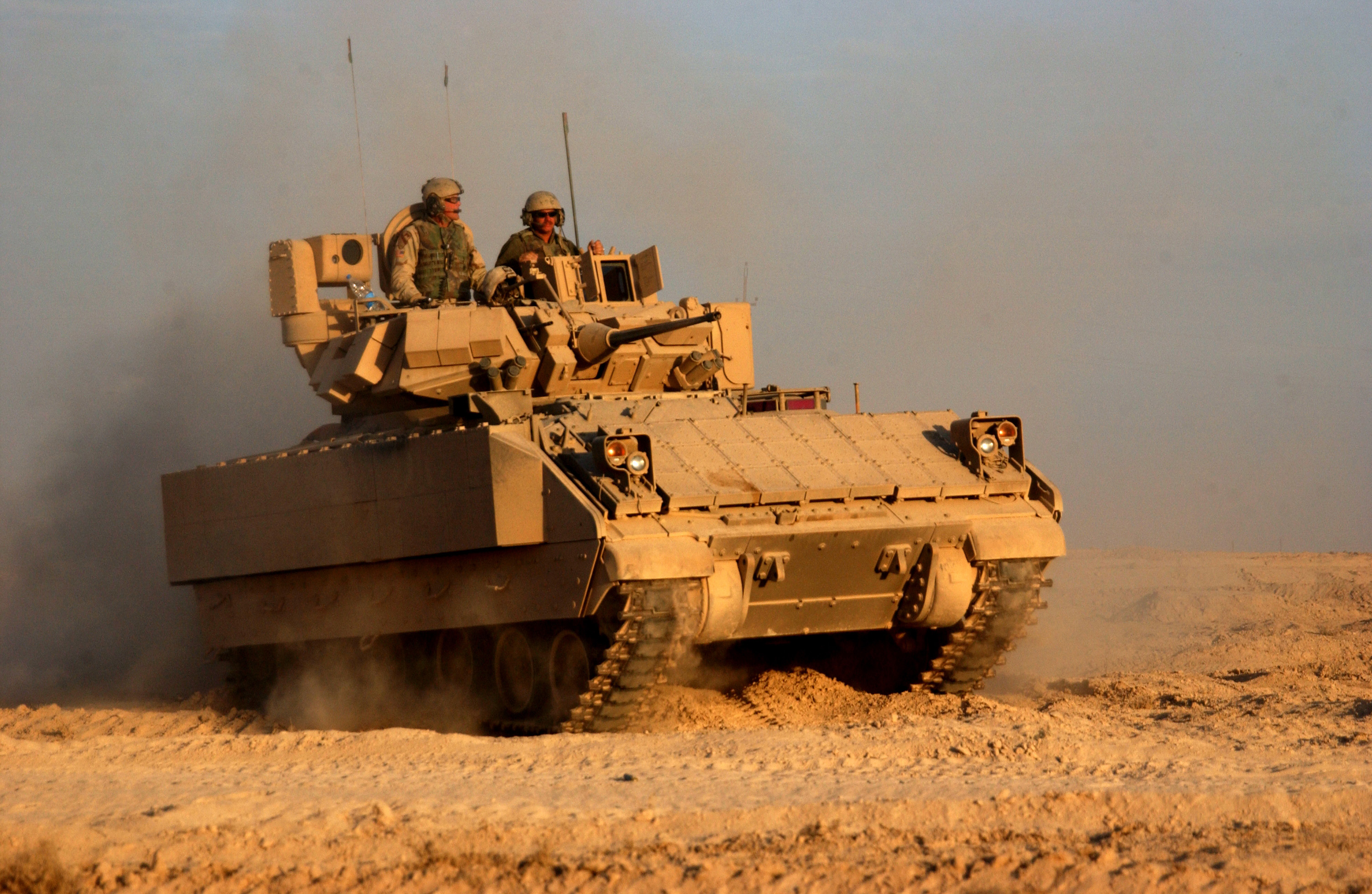
M2A3 Bradley đang chiến đấu gần Fallujah, Iraq, tháng 11 năm 2004.

Được giới thiệu vào năm 2000, các bản nâng cấp A3 làm cho Bradley IFV trở nên hoàn toàn kỹ thuật số, với các hệ thống điện tử hiện có được nâng cấp hoặc cải tiến, cải thiện khả năng nhận dạng mục tiêu và kiểm soát hỏa lực, dẫn đường và nhận thức tình huống. Khả năng sống sót của xe được nâng cấp với một loạt các cải tiến về áo giáp, một lần nữa là cả giáp thụ động và giáp phản ứng nổ, cũng như các hệ thống chữa cháy và thiết bị NBC được cải thiện.

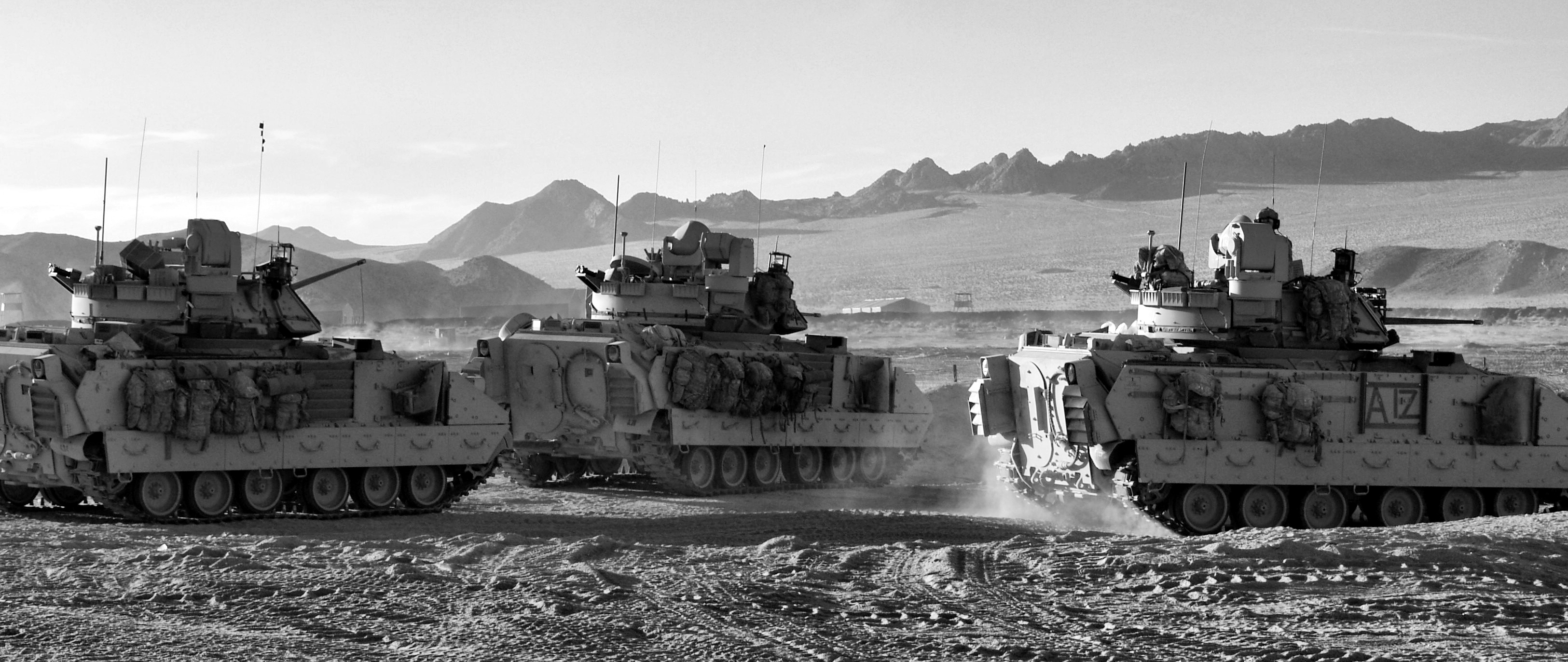
3 chiếc M2A3 Bradley tại Fort Irwin, California.

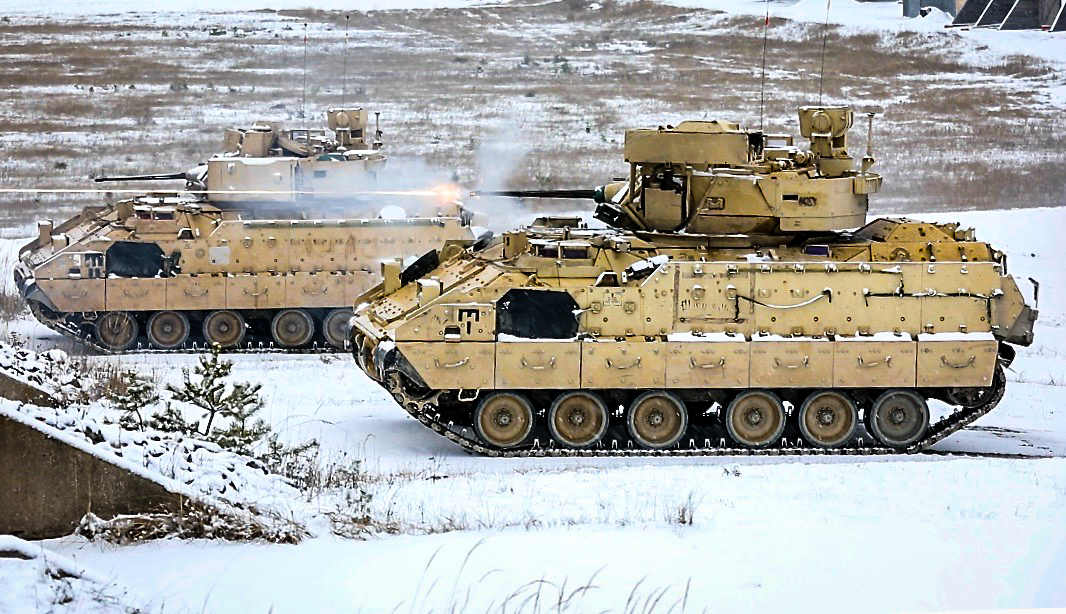
2 chiếc M2A3 Bradley đang bắn súng M242 trong một bài bắn tập.

### M2A4

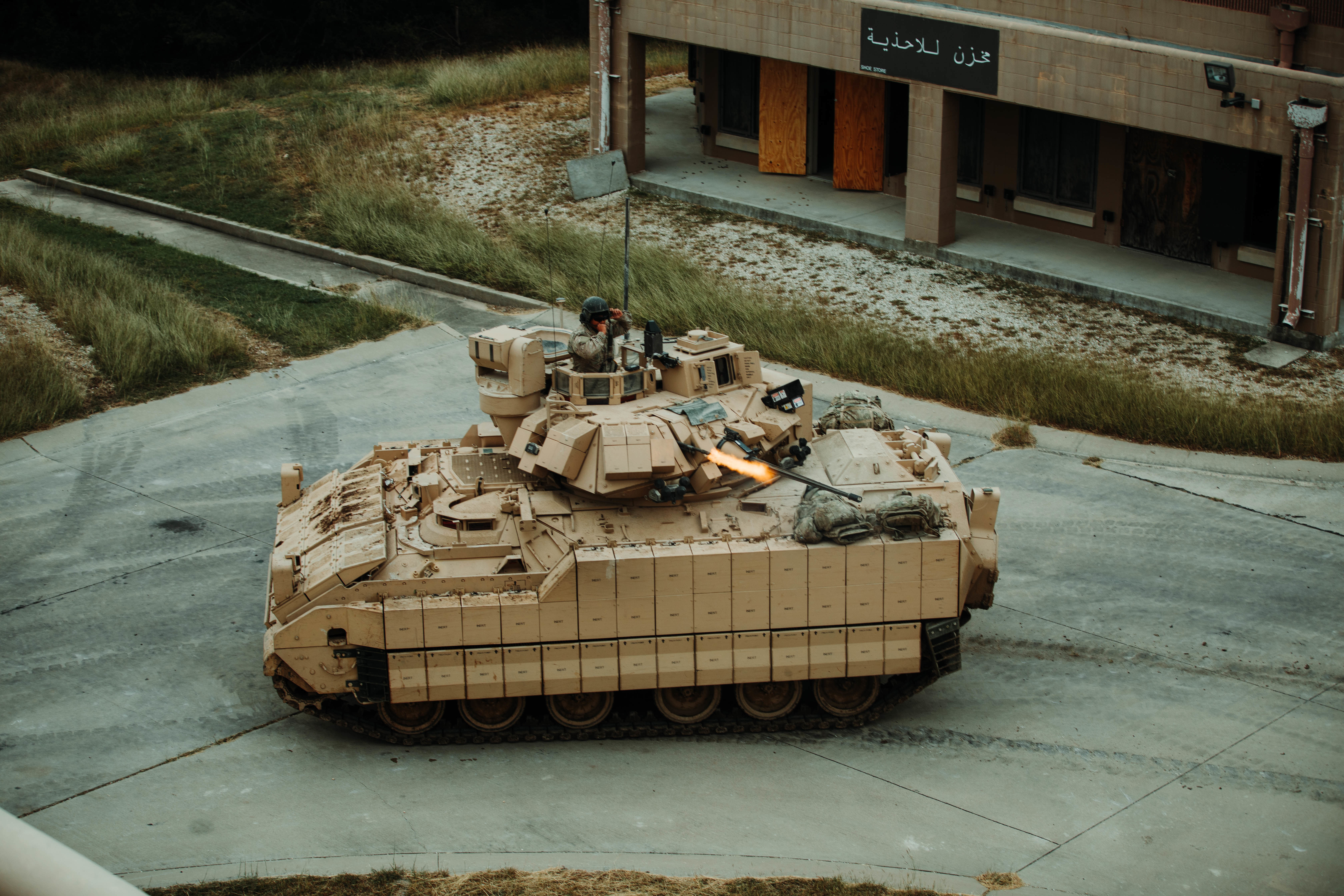

Sau khi chiến tranh Iraq kết thúc, Lục quân Hoa Kỳ bắt đầu nghiên cứu các đề xuất thay đổi kỹ thuật (ECP) cho M2 Bradley để cải thiện không gian, trọng lượng, công suất và khả năng làm mát bị giảm do việc bổ sung thêm giáp và thiết bị điện tử.
Nỗ lực này sẽ lắp đặt các bánh xích nhẹ hơn, bộ giảm xóc, hệ thống hỗ trợ hệ thống treo mới và thanh xoắn có trọng lượng nặng. ECP2 sẽ cải thiện công suất xe Bradley bằng động cơ lớn hơn, hộp số mới và hệ thống quản lý công suất thông minh để phân phối điện năng tốt hơn nhằm chấp nhận các hệ thống chỉ huy chiến đấu và radio chiến thuật được kết nối mạng trong tương lai. Những xe Bradley đầu tiên được trang bị gói nâng cấp ECP1 đã được trang bị vào giữa năm 2015 trong khi các xe trang bị gói ECP2 được đưa vào trang bị từ năm 2018. Các xe được trang bị cả gói nâng cấp ECP1 và ECP2 được định danh lại là M2A4.
Vào tháng 6 năm 2018, BAE Systems Land and Armaments đã được trao hợp đồng sản xuất tới 164 Xe chiến đấu Bradley M2A4 và M7A4 bằng cách nâng cấp các xe Bradley M2A3, M7A3 và M2A2 ODS-SA hiện có. M2A4 được trang bị hệ thống truyền động nâng cao, động cơ mạnh hơn, thiết bị điện tử số hóa mới, hệ thống chữa cháy mới và thiết bị gây nhiễu IED mới.
Các mẫu M2A4 đầu tiên được đưa vào sử dụng vào tháng 4 năm 2022.

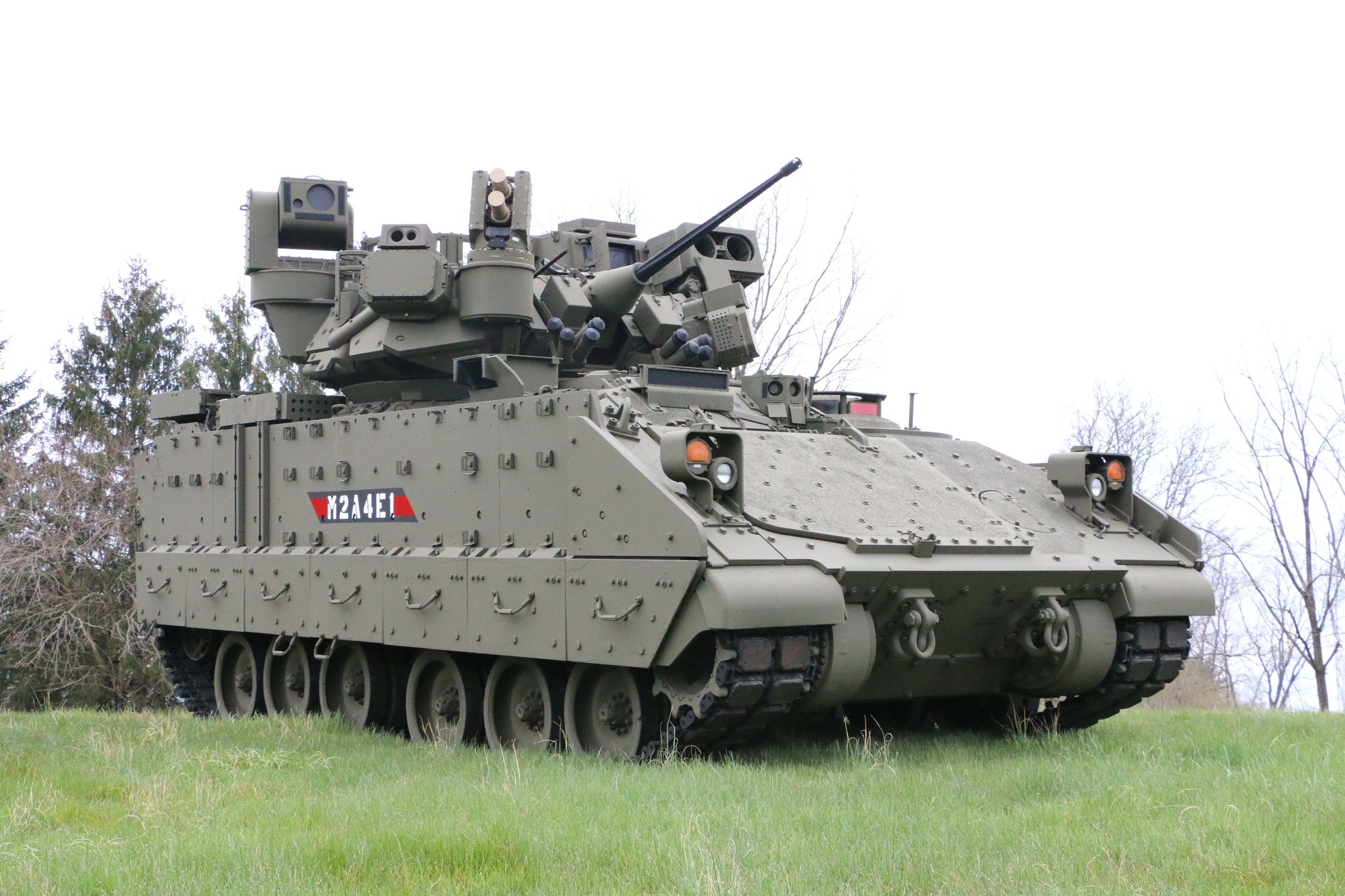
M2A4E1 với Iron Fist

Vào tháng 4 năm 2024, Quân đội Hoa Kỳ đã công bố M2A4E1 Bradley với hệ thống bảo vệ chủ động Iron Fist được tích hợp.

### Bảng thống kê các phiên bản xe M2 Bradley
|                             | M2 và M2A1                                                  | M2A2 và M2A2 RESTOW                                         | M2A2 ODS và M2A3                                                     |
| --------------------------- | ----------------------------------------------------------- | ----------------------------------------------------------- | -------------------------------------------------------------------- |
| Chiều dài                   | 254 in (6,5 m)                                              | 258 in (6,6 m)                                              | 258 in (6,6 m)                                                       |
| Chiều rộng                  | 126 in (3,2 m)                                              | 129 in (3,3 m) (không gắn giáp đi kèm)                      | 129 in (3,3 m) (không gắn giáp đi kèm)                               |
| Chiều cao                   | 117 in (3,0 m)                                              | 117 in (3,0 m)                                              | 117 in (3,0 m)                                                       |
| Khoảng sáng gầm             | 18 in (45,7 cm)                                             | 18 in (45,7 cm)                                             | 18 in (45,7 cm)                                                      |
| Tốc độ tối đa               | 41 mph (66 km/h)                                            | 35 mph (56 km/h)                                            | 35 mph (56 km/h)                                                     |
| Khả năng lội nước           | Có                                                          | Có                                                          | Có                                                                   |
| Độ dốc tối đa               | 60%                                                         | 60%                                                         | 60%                                                                  |
| Chiều rộng vượt hào tối đa  | 8,3 ft (2,5 m)                                              | 8,3 ft (2,5 m)                                              | 7 ft (2,1 m)                                                         |
| Chiều cao vượt tường tối đa | 36 in (0,9 m)                                               | 30 in (0,8 m)                                               | 30 in (0,8 m)                                                        |
| Tầm hoạt động               | 300 mi (480 km)                                             | 250 mi (400 km)                                             | 250 mi (400 km)                                                      |
| Công suất                   | 500 hp (370 kW) tại 2600 vòng/phút                          | 600 hp (450 kW) tại 2600 vòng/phút                          | 600 hp (450 kW) tại 2600 vòng/phút                                   |
| Tỉ lệ công suất/trọng lượng | 19,9 hp/ST (16,4 kW/t)                                      | 20 hp/ST (16,4 kW/t) (không mang giáp bổ sung)              | 19,7 hp/ST (16,2 kW/t) (không mang giáp bổ sung)                     |
| Momen                       | 1.025 lb⋅ft (1.390 N⋅m) tại 2350 vòng/phút                  | 1.225 lb⋅ft (1.660 N⋅m) tại 2300 vòng/phút                  | 1.225 lb⋅ft (1.660 N⋅m) tại 2300 vòng/phút                           |
| Trọng lượng                 | 50.200 lb (22.770 kg)                                       | 60.000 lb (27.220 kg)                                       | 61.000 lb (27.670 kg)                                                |
| Áp suất trên đất            | 7,8 psi (54 kPa)                                            | 9,3 psi (64 kPa) (không giáp bổ sung)                       | 9,4 psi (65 kPa)                                                     |
| Vũ khí chính                | Pháo M242 Bushmaster 25 mm BGM-71 TOW                       | Pháo M242 Bushmaster 25 mm BGM-71 TOW                       | Pháo M242 Bushmaster 25 mm BGM-71 TOW                                |
| Góc nâng hạ nòng pháo       | +59° −9°, M2 +57° −9°, M2A1                                 | +57° −9°                                                    | +57° −9°                                                             |
| Tốc độ xoay tháp pháo       | 6 giây/360°                                                 | 6 giây/360°                                                 | 6 giây/360°                                                          |
| Tốc độ nâng nòng pháo       | 60°/giây                                                    | 60°/giây                                                    | 60°/giây                                                             |
| Số lượng đạn vũ khí chính   | 900 viên đạn pháo, 5 tên lửa TOW/Dragon + 2 tên lửa nạp sẵn | 900 viên đạn pháo, 5 tên lửa TOW/Dragon + 2 tên lửa nạp sẵn | 900 viên đạn pháo, 5 tên lửa TOW/Dragon nâng cấp + 2 tên lửa nạp sẵn |
| Tốc độ bắn                  | 100-200 viên/phút                                           | 100-200 viên/phút                                           | 100-200 viên/phút                                                    |

## Các nước sử dụng

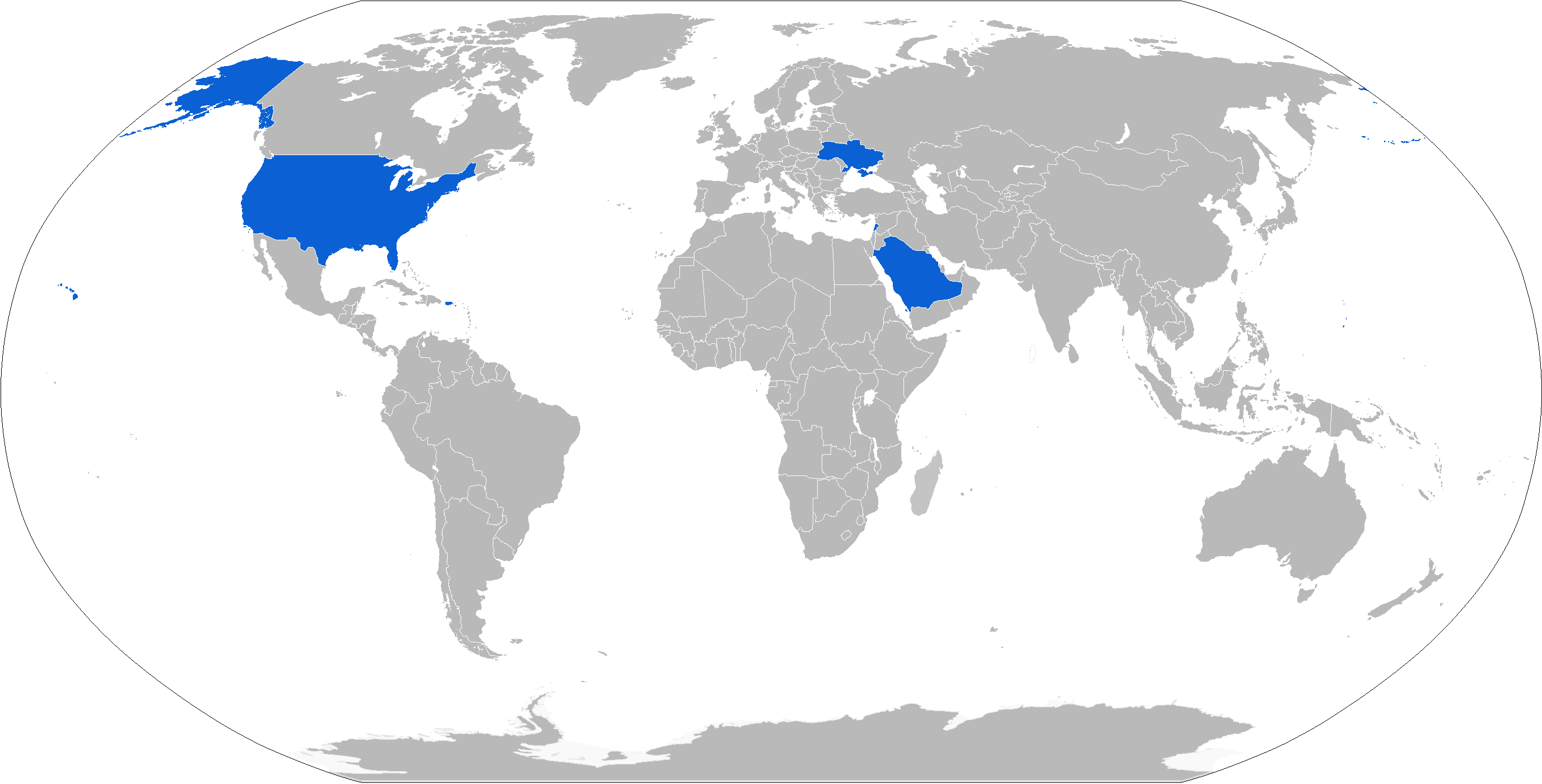
Các nước sử dụng xe M2 Bradley có màu xanh.

- Croatia: quân đội Croatia đã nhận được 22 chiếc trong tổng số 89 xe M2A2 ODS trong hợp đồng trị giá 196,4 triệu đô la[32]
- Liban: 32 xe M2A2[33]
- Ả Rập Xê Út: 400 chiếc[5]
- Ukraina: Hơn 300 chiếc M2A2 ODS SA Bradleys đã được bàn giao kể từ tháng 4 năm 2023.[34][35]
- Hoa Kỳ: Có tổng cộng 6.230 chiếc trong trang bị,[5] 1.420 M2 Bradley đang hoạt động tính đến tháng 6/2023.[36]

### Khách hàng tiềm năng
- Hy Lạp (tính đến  năm 2023)[37][38]